# Kvarnmotjärnarna
Kvarnmotjärnarna är ett par små sjöar i Strömsunds kommun i Jämtland och ingår i Ångermanälvens huvudavrinningsområde.
- Kvarnmotjärnarna (Alanäs socken, Jämtland, 714251-147502), sjö i Strömsunds kommun
- Kvarnmotjärnarna (Alanäs socken, Jämtland, 714263-147521), sjö i Strömsunds kommun